# 中国动物学会
中国动物学会（CZS）隶属于中国科学技术协会，是一个促进动物学科和技术的普及、推广、繁荣和发展的学术组织；学会挂靠在中国科学院动物研究所。 下设鱼类学、鸟类学、生物地理学等19个分会或专业委员会。

## 概况
中国动物学会于1934年8月23日在江西成立。

## 出版物
期刊：
- Current Zoology（《动物学报》）
- 《动物分类学报》
- 《动物学杂志》
- 《寄生虫与医学昆虫学报》
- 《兽类学报》
- 《蛛形学报》
- 《生物学通报》
- 《动物学研究》

## 历任理事长（会长）
- 第一届：秉志（1934年－1935年）
- 第二届：胡经甫（1935年－1936年）
- 第三届：辛树帜（1936年－1942年）
- 第四届：陈桢（1943年－1944年）
- 第五届：王家楫（1944年－1948年）
- 第六届：朱元鼎（1948年－1949年）
- 第七届：陈桢（1949年－1951年）
- 第八届：李汝祺（1951年－1956年）
- 第九届：秉志（1956年－1965年）
- 第十届：贝时璋（1978年－1984年）
- 第十一届：郑作新（1984年－1989年）
- 第十二届：张致一（1989年－1990年），钱燕文（1991年－1994年）
- 第十三届：宋大祥（1994年－1999年）
- 第十四届：陈大元（1999年－2004年）
- 第十五届：陈宜瑜（2004年－2009年）
- 第十六届：陈宜瑜（2009年－2014年）
- 第十七届：孟安明（2014年－）